# 沈士英
沈士英（1620年—？），號雷囗，直隸松江府華亭縣人，軍籍，明朝、南明政治人物。

## 生平
崇禎十二年（1639年）己卯科應天鄉試第一百十二名舉人，十六年（1643年）中式癸未科會試第四十九名，三甲第二百七十六名進士。禮部觀政，隆武元年（1645年）十二月授南平縣知縣。

## 家族
曾祖沈子承；祖父沈榮；父沈國儀。